# Molotla
Molotla es un apellido de origen náhuatl que siignifica ‘lugar donde abundan los gorriones’ o simplemente ‘nido de gorrión’. Forma parte de la gama de apellidos locales en esa lengua que hasta el día de hoy prevalecen. Este apellido particularmente parece ser originario del sur oriente de la Ciudad de México en lo que hoy es la Delegación Xochimilco.  El pueblo de Santiago Tulyehualco parece ser el lugar donde se concentra la mayor cantidad de habitantes con este apellido, pero es común encontrarlo en diferentes estados de la República, inclusive en diferentes países por movimientos migratorios.
La persistencia del apellido puede explicarse por las condiciones particulares de la población originaria que al vivir a las orillas de lo que fue el lago de Xochimilco, justo donde comienza la Sierra Ajusco-Chichinautzin, la población precolombina diversificó su producción, por lo que se mantuvo relativamente independiente de lo que sucedía en la capital de la gran México-Tenochtitlán y que se mantuvo una vez que llegaron los españoles. La creciente integración de los espacios rurales a las dinámicas urbanas hace que el apellido Molotla se disperse y tome rumbos remotos.